# Chromecast
Chromecast war die Bezeichnung für mehrere vom US-amerikanischen Unternehmen Google LLC angebotene Arten von Streaming-Media-Adaptern, die auf Basis des Protokolls Google Cast arbeiten. Seit 2024 ist das Nachfolgeprodukt der Google TV Streamer.

## Geschichte
Das Gerät wurde in den Vereinigten Staaten ab dem 24. Juli 2013 und seit dem 19. März 2014 in elf weiteren Ländern, darunter auch Deutschland, verkauft.
Im September 2020 präsentierte Google den Chromecast der 4. Generation, auf dem erstmals die Benutzeroberfläche Google TV installiert ist.

## Funktionsweise
Das Gerät wird per HDMI bzw. Audiointerface an ein AV-Wiedergabegerät (zum Beispiel Fernsehgerät) angeschlossen und überträgt („streamt“) Audio und Video über WLAN. Die Stromversorgung erfolgt über ein USB-Kabel entweder aus dem mitgelieferten Netzteil oder einem anderen Gerät, das die für USB üblichen 5 V Gleichspannung mit ausreichender Stromstärke bereitstellt. Der Benutzer kann Inhalte aus unterstützten Apps sowie mittels „Google Cast für Chrome“ auch vom Desktop-Browser Google Chrome an ein AV-Wiedergabegerät übertragen. Über die Chromecast-kompatiblen Apps steuert der Benutzer die Auswahl der Medien (Videos, Audiodateien, Fotos) und ihr Abspielverhalten. Auf dem steuernden Gerät muss eine spezielle Software (App) installiert sein (derzeit: Google Home), die von Google für die Mobil-Betriebssysteme Android und iOS angeboten wird. So gesteuert, empfängt der Chromecast Medienstreams vom Wireless Access Point, decodiert diese und leitet die Inhalte an das AV-Wiedergabegerät weiter. Während der Wiedergabe können auf dem steuernden Android-Gerät andere Aufgaben erledigt, beispielsweise Telefongespräche entgegengenommen werden. Die vom Chromecast verarbeiteten Inhalte können aus dem Internet, dem lokalen Netz (LAN) oder vom steuernden Computer bzw. Mobilgerät kommen. Zum Beispiel ist das Spiegeln eines Tabs aus dem Chrome-Desktop-Browser, des gesamten Bildschirminhalts (eines PCs oder eines mobilen Gerätes) oder das Anzeigen lokal gespeicherter Video-, Audio- und Fotodateien möglich. Es gibt auch Applikationen, um z. B. ein Quiz mit vier Antwortmöglichkeiten anzuzeigen, und Apps, die das Steuergerät als Grafiktablett nutzen, auf dem der Nutzer mit dem Finger malen kann, während das Ergebnis auf dem Fernsehgerät bzw. Monitor ausgegeben wird.
Wird gerade nichts abgespielt, erscheint der Startbildschirm („Homescreen“), der neben Uhrzeit und Name des Chromecasts auch bildschirmfüllend Bildschirmschoner (Landschaftsbilder) anzeigt, die periodisch wechseln. Die Ersteinrichtung und Konfiguration des Chromecast erfolgen über die Google-Home-App (früherer Name: Chromecast-App bzw. Google-Cast-App), zudem lässt sich damit auch die Lautstärke des Chromecast steuern. Mit Version 1.8.22 der Chromecast-App im Oktober 2014 kam die Funktion „Backdrop“, um die angezeigten Medien und Informationen des Sticks anzupassen. So können etwa eigene Fotos eingebunden, das örtliche Wetter angezeigt sowie Kunstgemälde, Nachrichten und Satellitenaufnahmen eingeblendet werden. „Google nutzt dazu hauseigene Dienste wie das Art Project, Maps und Google Plus.“

## Streaming-Architektur

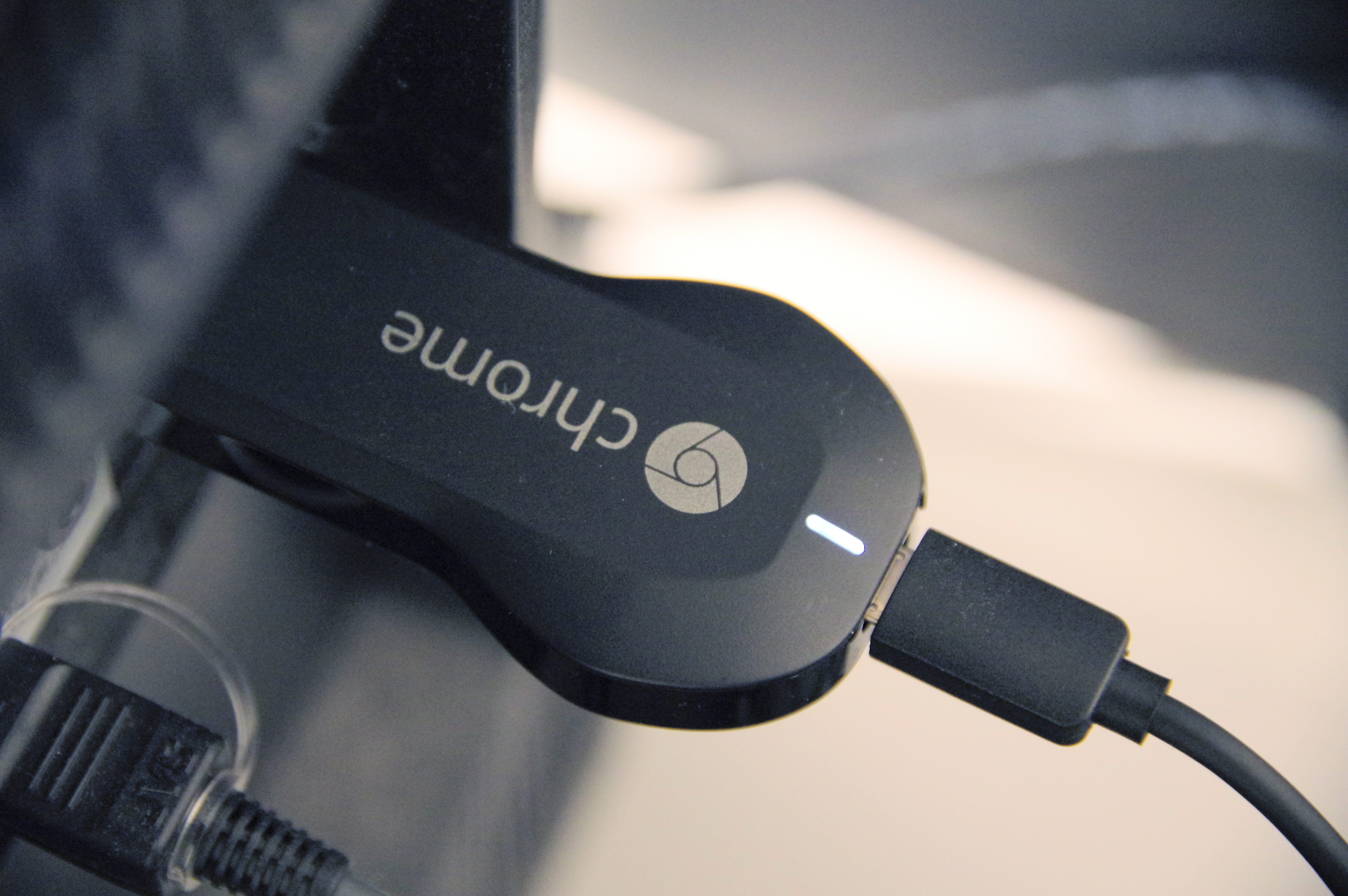
Angeschlossener Chromecast-HDMI-Stick der ersten Generation

Die Streaming-Architektur Google Cast regelt bei Mobilgeräten die Kommunikation vom Sender zum Empfänger. Vom Steuergerät, z. B. Tablet oder Smartphone, werden nur URLs und Steuerdaten (z. B. Pausierung, Lautstärkenänderung) als „Commands“ zum Stick übertragen (außer bei Offline-Inhalten). Dieser holt die Quelle über die WLAN-Verbindung vom Internet oder dem lokalen Netzwerk. Die Übertragung eines beliebigen Bildschirminhaltes oder verschiedener Anwendungen zugleich ist nicht möglich. Im strengen Sinn handelt es sich nicht um ein Streaming-Protokoll und steht deshalb aus technischer Sicht nicht direkt in Konkurrenz zu Streaming-Protokollen wie Miracast oder Apple AirPlay, sondern ist mit dem früheren Heimnetzwerkstandard DLNA zu vergleichen. Google Home basiert auf dem Multicast-DNS-Protokoll. In älteren Versionen kam das Protokoll DIAL (Discover And Launch Protocol) zum Einsatz, das Verfahren von UPnP nutzte.

### Vorteile
- Der Energieverbrauch im Steuergerät ist gegenüber Miracast oder Apple AirPlay geringer, da man nur Steuerdaten und nicht gesamte Bildschirminhalte überträgt. Dies gilt nur für Medieninhalte in der Cloud bzw. auf unterstützten Online-Diensten.
- Eine Bildschirmübertragungs-Funktion (Screen Mirroring) gibt es mit Android-Geräten ab Version 4.4.2.
- Da die Steuerung durch das Mobilgerät oder den Computer geschieht, ist keine zusätzliche Fernbedienung notwendig. Wenn es der jeweilige Dienst unterstützt, können mehrere Geräte nacheinander oder auch zugleich die Datenübertragung steuern. So können Familienmitglieder Musikstücke oder Videos zu einer Wiedergabeliste hinzufügen.
- Das Abspielen ist unabhängig vom Steuergerät, mit dem das Abspielen angestoßen wurde. Die Wiedergabe wird auch fortgesetzt, wenn die Batterie im Mobilgerät entladen ist oder es sich außerhalb der WLAN-Reichweite befindet.
- Gegenüber einer Übertragung nach dem Wi-Fi-Direct-Standard wird die Internetverbindung des Mobilgeräts nicht getrennt.
- Es entstehen keine Kosten nach Erwerb des Chromecast-Geräts (ausgenommen ggf. Kosten für die verwendeten Dienste und den Internetzugang).

### Nachteile bzw. Kritik
- Es war zunächst nicht möglich, Inhalte direkt vom Mobilgerät (z. B. Fotos) auf den Fernseher zu übertragen. Inhalte mussten zuerst in die Cloud geladen werden, z. B. über Google+. Seit Dezember 2013 ermöglichen dies Applikationen von Drittanbietern, z. B. Avia[7] oder Plex,[8] und seit der Veröffentlichung des Chromecast-SDKs auch viele weitere Anwendungen.
- Ohne Internet-Verbindung funktioniert der Stick nicht, auch wenn man nur lokale Medien abspielen möchte.[9]
- Erfolgt die Stromversorgung über das mitgelieferte Netzteil, verbraucht der Stick immer Strom. Es ist daher sinnvoll, die Stromversorgung über einen stromführenden USB-Anschluss des Fernsehgerätes herzustellen, sofern dieser nicht auch im Standby-Modus mit Strom versorgt wird. Alternativ bieten sich Master-Slave-Steckdosen an.
- Mit Ausnahme von Chromecast Ultra ist eine Wiedergabe in 4K nicht möglich (auch nicht mit Netflix), da der Chromecast-Ausgang nur HDMI 1.x und nicht HDMI 2.0 unterstützt und somit die Bandbreite für 4K-Auflösung und 60 Bilder/s zu klein ist; Adapter auf den Standard DisplayPort 1.3 helfen nicht.

## Übertragung von Tabs aus dem Browser Google Chrome

Aktionssymbol in Apps, das zum Verbinden mit und zum Steuern und Trennen von Google-Home-Empfängern dient.

Zusätzlich zur Streaming-Architektur unterstützt Chromecast eine Übertragung von geöffneten Tabs aus Google Chrome auf ein anderes Gerät (Tab Cast). Dabei wird der Inhalt direkt vom Computer zu Chromecast übertragen (ähnlich Miracast oder Apple AirPlay) mit den dadurch verbundenen Einschränkungen wie höherem Energieverbrauch und Geräte-Abhängigkeit der Wiedergabe. Über Tab Cast ist auch die Übertragung lokaler Inhalte möglich. Bei Nutzung der Funktion gibt es noch folgende Einschränkungen:
- Bisher wird nur die Desktop-Version von Chrome unterstützt, eine Übertragung von Mobilgeräten ist nicht möglich.[12]
- Die Übertragung besitzt eine niedrigere Qualität als direkt durch die Streaming-Architektur unterstützte Anwendungen und hängt von dem verwendeten Computer ab. Die maximal unterstützte Auflösung ist 720p.[13]

Neben Übertragung eines einzelnen Tabs gibt es die Option zum Spiegeln des gesamten Bildschirminhalts eines Computers. Dies lässt sich im Chrome-Browser über das Streaming-Menü mittels der Option „Desktop streamen“ aktivieren. Auch andere Programme und die gesamte System-Oberfläche werden dabei übertragen. Audio wird nur von Computern mit Windows übertragen, macOS und Chrome OS werden nicht unterstützt.

## Apps und Spiele
Unterstützte Apps waren zuerst YouTube, Netflix ohne 4K, Google Play sowie seit dem 10. Dezember 2013 Songza, Vevo, Plex, Red Bull.TV, Revision 3, PostTV, Viki, BeyondPod, RealPlayer Cloud sowie Avia. Mit der Einführung in Deutschland am 19. März 2014 bis zur Einstellung des Dienstes Ende 2016 war das Video-On-Demand-Portal Watchever als App verfügbar.
Am 4. Februar 2014 veröffentlichte Google die Entwicklungsschnittstelle Chromecast-SDK, womit Chromecast-kompatible Apps entwickelt werden können. Voraussetzung dafür ist die Google Cast SDK Developer Console, die 5 Euro kostet. Seitdem gibt es auch kostenlose Anwendungen zur Übertragung von Offline-Inhalten. Die erste und auch bekannteste ist die App AllCast von Koushik Dutta, der vor allem für das alternative Custom-ROM CyanogenMod bekannt ist.
Die Cast Store App, die einen inoffiziellen Überblick über Android-Apps mit Chromecast-Unterstützung bietet, listet inzwischen mehrere Hundert Apps und einige Spiele auf.
Zu den Spielen gehören in der Bedienung meist einfache Anwendungen, beispielsweise ein Mehrspieler-Quiz oder Tic-Tac-Toe, die Fragen und Antworten bzw. das Spielfeld auf den Fernseher übertragen. Unter Verwendung von Bildschirmspiegelung (Screen Mirroring) sind aber auch komplexere Oberflächen denkbar; die Entwickler-Plattform Rolocule nutzt dies sowie die Bewegungssensoren des Steuergeräts, um diesen als Controller zu benutzen. Diese Technik ähnelt stark Spielekonsolen wie Nintendo Wii oder Xbox Kinect. Als Demo-App fungiert eine Tennis-Applikation, und weitere sollen folgen – auch andere Programmierer können die verwendete Technik nutzen und solche Spiele entwickeln.

## Hardware

### Erste Generation

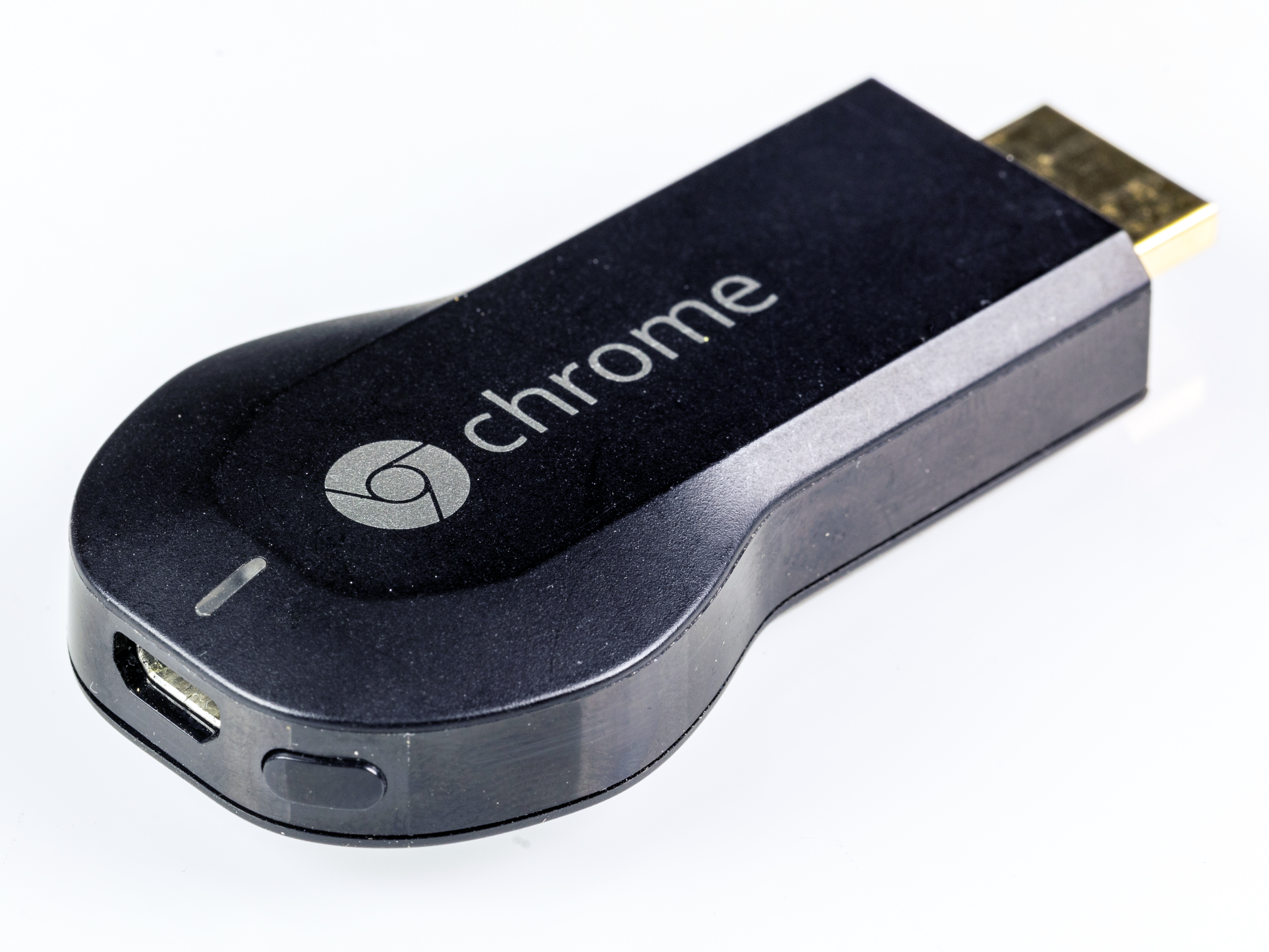
Chromecast 1. Generation

Die am 23. Juli 2013 erschienene erste Generation des Chromecast basiert auf dem System-on-a-Chip 88DE3005-A1 (Marketingname: Armada 1500 Mini) des bermudischen Herstellers Marvell. Das SoC ist mit einer Single-Core-Cortex-A9-CPU ausgestattet, die vermutlich mit ~800 MHz getaktet wird. Es ermöglicht die Dekodierung der Videokompressions-Formate VP8 und H.264 über Hardware-gestützte Codecs. Die drahtlose Kommunikation erfolgt über das Funkmodul AzureWave NH–387 (basierend auf dem Marvell-SoC 88W8787), das WLAN nach dem Standard IEEE 802.11 b/g/n im 2,4-GHz-Band ermöglicht. Die erste Generation des Chromecast besitzt 512 MB DDR3-SDRAM (DDR3L) sowie 2 GB Flash-Speicher, beide Speicher sind nicht erweiterbar. Das Gerät besitzt einen HDMI-Anschluss der ersten Generation zum Anschluss an ein HDMI-fähiges Anzeigegerät sowie einen Micro-USB-Anschluss, der zur Stromversorgung des HDMI-Sticks dient. Am Gerät befinden sich eine LED zur Anzeige des Betriebsstatus und eine Taste zum Zurücksetzen des Chromecast. Eine Fernbedienung wird nicht mitgeliefert, da zur Bedienung ein Computer, Smartphone oder Tablet-Computer mit geeigneter Software notwendig ist.
Die Modellnummer H2G2-42 ist eine Reverenz an den Roman Per Anhalter durch die Galaxis (Originaltitel: The Hitchhiker’s Guide to the Galaxy), abgekürzt H2G2, sowie die darin vorkommende Definition der Zahl 42 als Antwort auf die „Ultimative Frage des Lebens, des Universums und dem ganzen Rest“. Der mitgelieferte Netzadapter trägt die Modellnummer MST3K-US, die eine Reverenz an die US-amerikanische Fernsehserie Mystery Science Theater 3000 (MST3K) ist.

### Zweite Generation

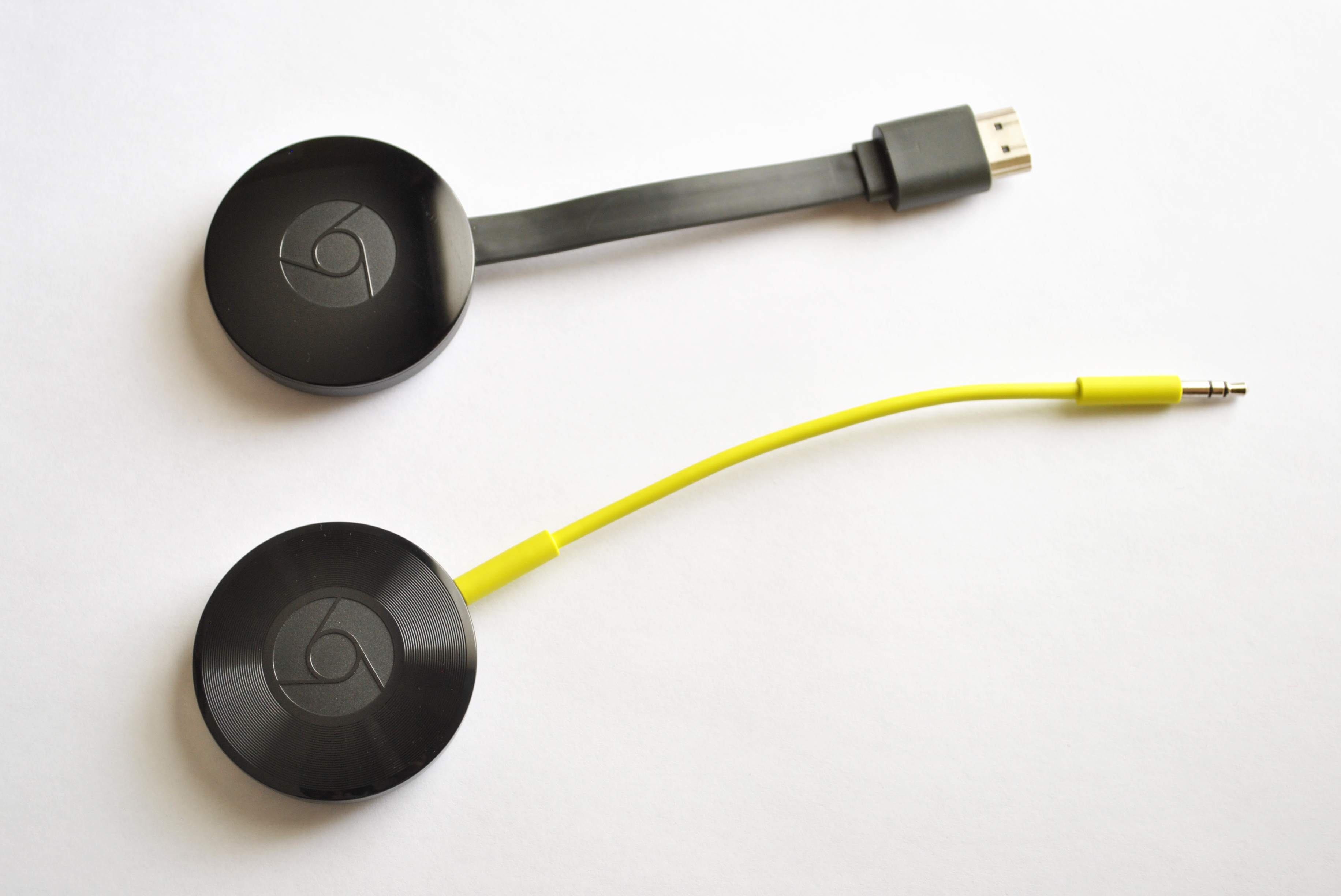
Chromecast 2. Generation (oben) und Chromecast Audio (unten)

Die seit 29. September 2015 erhältliche zweite Chromecast-Generation basiert auf dem SoC Marvell 88DE3006 (Marketingname: Armada 1500 Mini Plus), welches über eine Dual-Core-Cortex-A7-CPU mit 1,2 GHz Taktfrequenz verfügt. Ebenso fällt die zweite Generation durch ein deutlich verändertes Äußeres auf. Chromecast ist nun scheibenförmig, ähnlich einem Eishockey-Puck. Über ein kurzes integriertes HDMI-Kabel wird er mit dem Fernsehgerät verbunden. Das Kabel ist flexibel und lässt sich magnetisch am Gerät fixieren, um mehr Möglichkeiten bei der Positionierung hinter dem Fernsehgerät zu bieten. Die zweite Generation verfügt über ein verbessertes Funkmodul (basierend auf dem Marvell-SoC 88W8887), welches Unterstützung für 802.11ac und 5-GHz-Bänder bietet. Neu sind auch drei adaptive Antennen im Inneren des Chromecast, die für eine bessere Signalqualität zwischen Chromecast und Wireless Access Point sorgen sollen. Das Gerät hat 512 MB Arbeitsspeicher und 256 MB Flash-Speicher.
Die Modellbezeichnung NC2-6A5 der zweiten Chromecast-Generation ist eine Reverenz an die USS Enterprise NCC-1701 aus Star Trek. Das „NC2“ kann auch als „NCC“ gelesen werden, während die Hexadezimalzahl „6A5“ im Dezimalsystem „1701“ entspricht.
Die zweite Generation ist erkennbar am Chrome-Logo auf dem Gerät.

#### Chromecast Audio

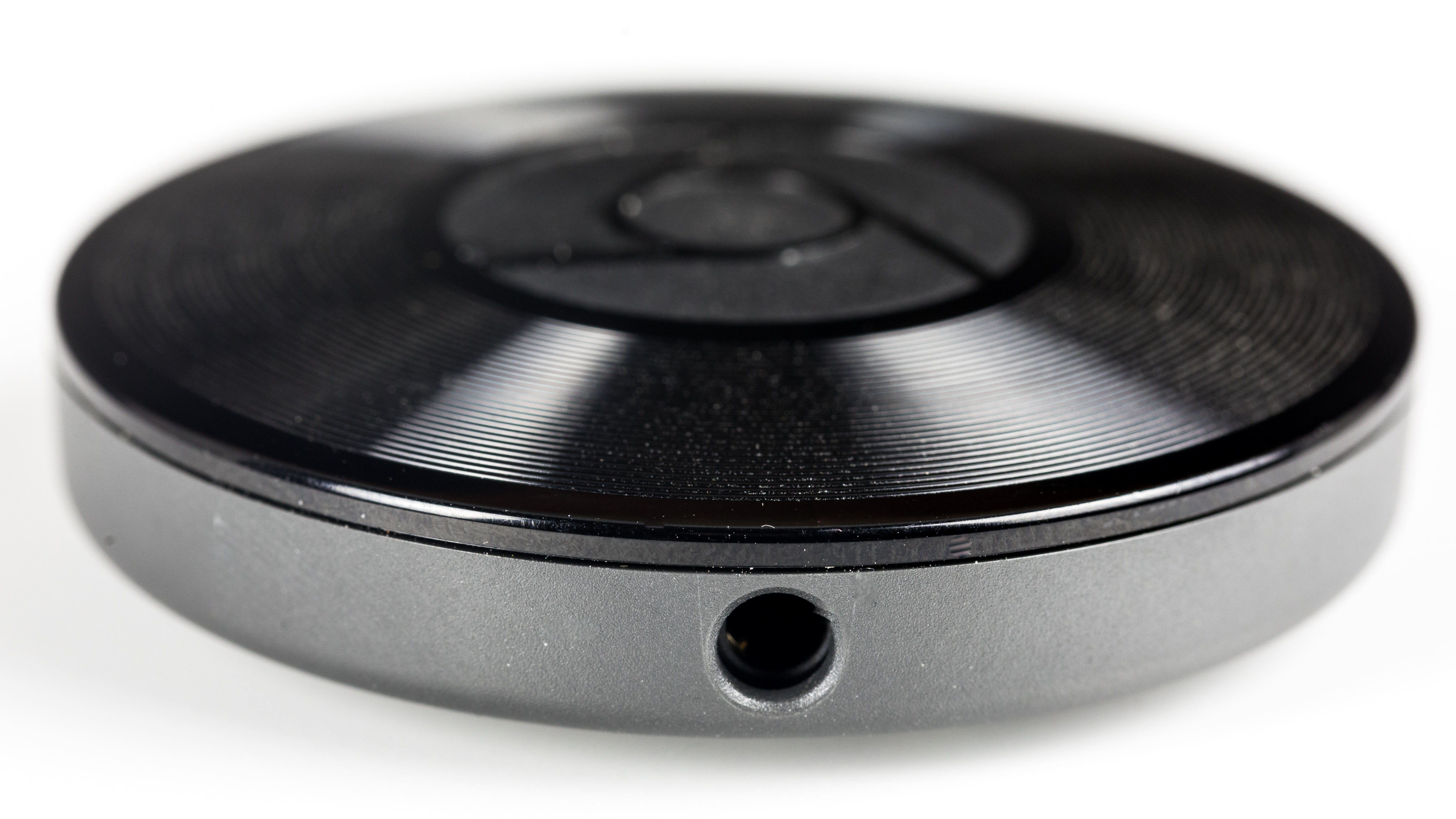
Chromecast Audio

Mit Einführung der zweiten Chromecast-Generation erschien mit Chromecast Audio auch eine Variante, welche nur für die Tonübertragung ausgelegt ist. Die Abmessungen und Optik der Audio-Version sind mit der des Chromecast 2 identisch, mit dem Unterschied, dass eine Rillenprägung auf der Oberseite eine Schallplatte symbolisiert. Mittels 3,5-mm-Klinkenstecker oder eines digitalen TOSLINK-Kabels (mit zusätzlichem Adapter) kann Chromecast Audio an ein Lautsprechersystem oder eine Stereoanlage angeschlossen werden und wird mittels WLAN mit einem Wiedergabegerät wie Smartphone oder Tablet verbunden. Die Stromversorgung erfolgt über ein mitgeliefertes Netzteil, welches über einen Micro-USB-Stecker an das Gerät angeschlossen wird.
Die Modellbezeichnung von Chromecast Audio lautet RUX-J42 und wurde vereinzelt als Anspielung auf das Debütalbum Are You Experienced von Jimi Hendrix interpretiert. Während „RUX“ als Abkürzung für den Albumtitel gelesen werden kann, deutet „J42“ den Vornamen von Hendrix und dessen Geburtsjahr 1942 an. Es gibt jedoch keine Belege für diese Annahme.
Im Januar 2019 gab Google bekannt, dass die Produktion des Chromecast Audio eingestellt wurde und nur noch Restbestände abverkauft werden. Zur Begründung gab Google an, es habe inzwischen „eine Vielzahl von Produkten, mit denen die Benutzer Audio genießen können“.

#### LAN-Adapter
Über einen optional erhältlichen LAN-Adapter kann das Chromecast-Gerät auch unabhängig vom WLAN über Netzwerkkabel betrieben werden, was in vielen Fällen der Stabilität und Geschwindigkeit zugutekommt. Der USB-Eingang wird hierbei nicht nur für die Stromversorgung, sondern auch für die Netzwerkverbindung genutzt. Eine Stromversorgung über eine andere USB-Quelle (z. B. Fernseher) ist dann nicht mehr möglich.

### Chromecast Ultra

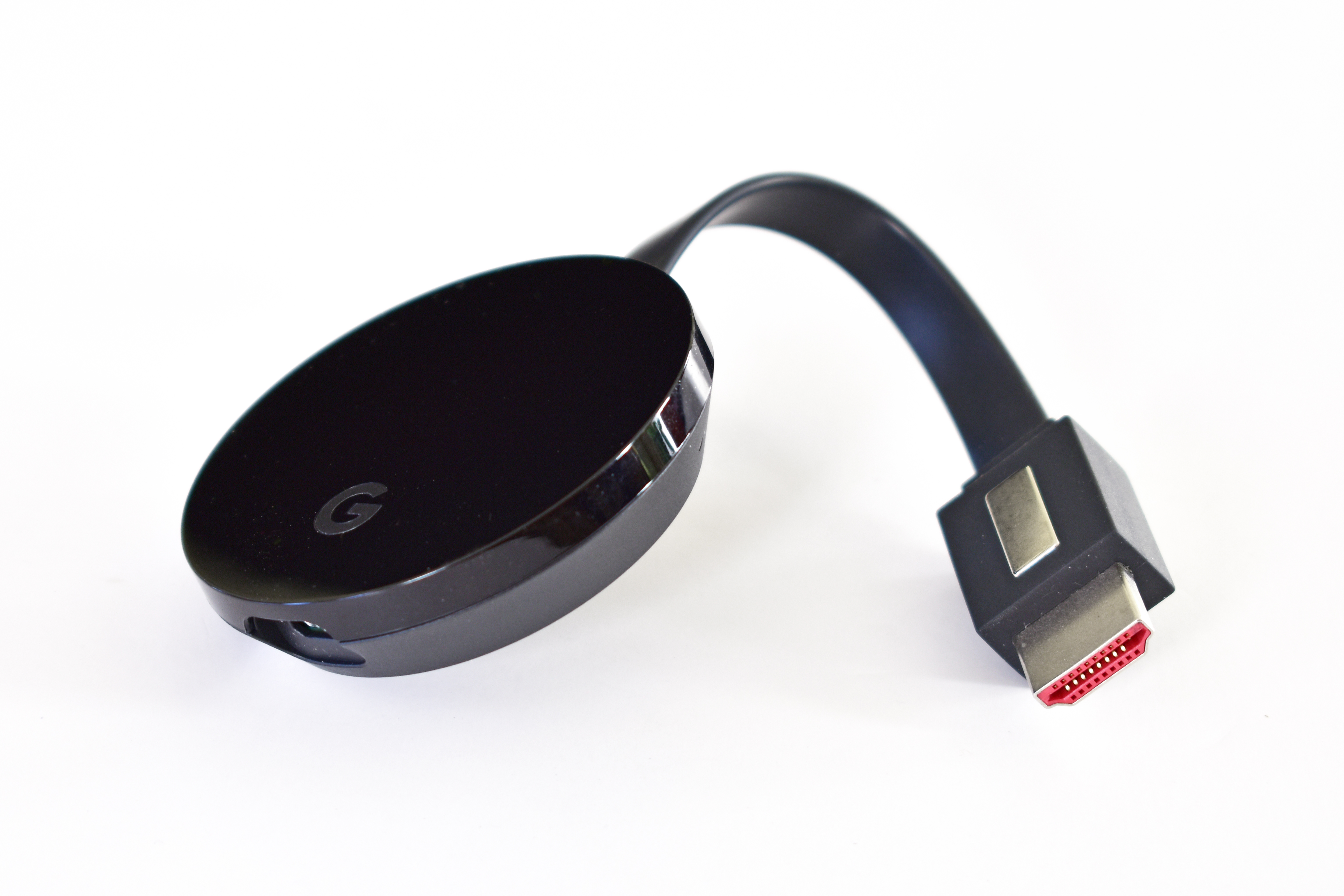
Chromecast Ultra

Am 4. Oktober 2016 stellte Google Chromecast Ultra vor, welcher im November 2016 erschien und ergänzend zur vorherigen Generation angeboten wird. Chromecast Ultra unterstützt das Streaming von 4K-UHD- und HDR-Inhalten. Optisch ähnelt Chromecast Ultra der zweiten Generation, ist jedoch von den Abmessungen etwas größer. Im Lieferumfang enthalten ist ein Netzteil mit integriertem LAN-Anschluss, um das Gerät auch ohne WLAN betreiben zu können.

### Dritte Generation
Ab 9. Oktober 2018 wurde der Chromecast der dritten Generation im US-Store zum Verkauf angeboten. In Deutschland war er ab dem 24. Oktober 2018 im Handel verfügbar, in der Schweiz ab dem 22. Januar 2019. Der Chromecast ähnelt der zweiten Generation in der Form und den Abmessungen. Die dritte Generation ist erkennbar am mittig auf dem Gehäuse angebrachten Buchstaben „G“ und unterstützt nun 1080p-Videos mit 60 Bildern pro Sekunde.

### Chromecast mit Google TV

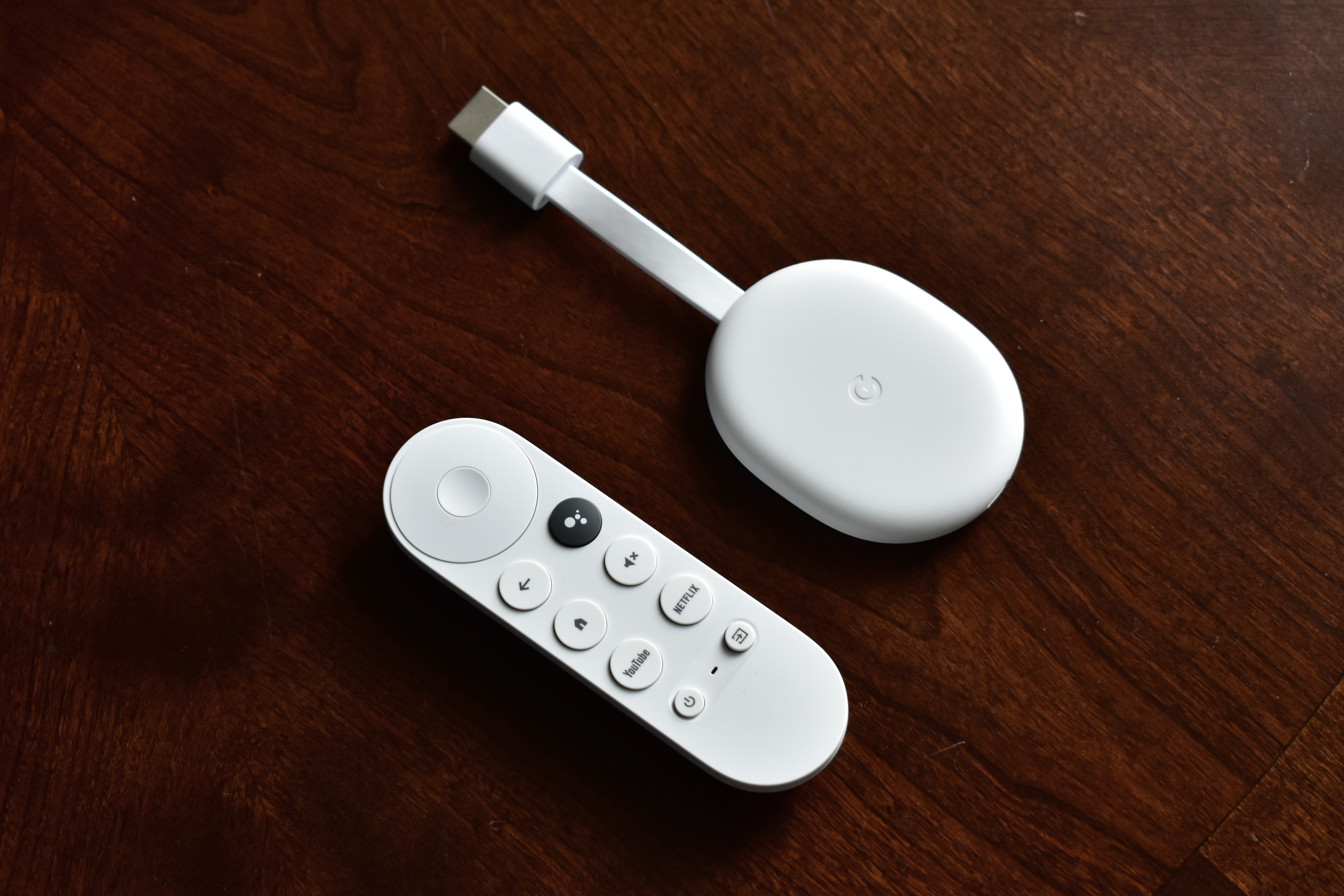
Chromecast mit Google TV inkl. Fernbedienung

Seit dem 30. September 2020 kann der Chromecast mit Google TV vorbestellt werden. Er unterscheidet sich stark von seinen Vorgängern, weil er nicht mehr nur über ein Smartphone bedient werden kann, sondern auch mit der mitgelieferten Bluetooth-Fernbedienung. Die Fernbedienung kann auch Fernseher und andere Geräte via Infrarot steuern.
Zudem läuft auf ihm das Smart-TV-Betriebssystem Android TV mit der Benutzeroberfläche Google TV. Er ist zudem deutlich größer als bisherige Chromecasts.

### Modellübersicht
| Modell                         | Modell                         | Chromecast 1. Gen.                     | Chromecast 2. Gen.                       | Chromecast Audio                                                | Chromecast Ultra                                             | Chromecast 3. Gen.                       | Chromecast mit Google TV 4K                                   | Chromecast mit Google TV HD                    |
| ------------------------------ | ------------------------------ | -------------------------------------- | ---------------------------------------- | --------------------------------------------------------------- | ------------------------------------------------------------ | ---------------------------------------- | ------------------------------------------------------------- | ---------------------------------------------- |
| Veröffentlichung               | Veröffentlichung               | 24. Juli 2013                          | 29. September 2015                       | 29. September 2015                                              | 6. November 2016                                             | 24. Oktober 2018                         | 30. September 2020                                            | 22. September 2022                             |
| Einführungspreis (Deutschland) | Einführungspreis (Deutschland) | 39,99 €                                | 39,99 €                                  | 39,99 €                                                         | 79,99 €                                                      | 39,00 €                                  | 69,99 €                                                       | 39,99 €                                        |
| Vertriebsstatus                | Vertriebsstatus                | Verkauf eingestellt                    | Verkauf eingestellt                      | Verkauf eingestellt                                             | Verkauf eingestellt                                          | Verkauf eingestellt                      | im Verkauf                                                    | im Verkauf                                     |
| System-on-a-Chip               | System-on-a-Chip               | Marvell Armada 1500 Mini (88DE3005-A1) | Marvell Armada 1500 Mini Plus (88DE3006) | Marvell Armada 1500 Mini Plus (88DE3006)                        | Marvell Armada 1500 Mini Plus (88DE3009)                     | Marvell Armada 1500 Mini Plus (88DE3006) | Amlogic S905X3 oder D3 (4× ARM Cortex-A55 mit 1,9 GHz)        | Amlogic S805X2 (4× ARM Cortex-A35 mit 1,2 GHz) |
| Arbeitsspeicher                | Arbeitsspeicher                | 512 MB                                 | 512 MB                                   | 256 MB                                                          | 1024 MB                                                      | 512 MB                                   | 2048 MB                                                       | 1536 MB                                        |
| Interner Speicher              | Interner Speicher              | 2048 MB                                | 256 MB                                   | 256 MB                                                          | 128 MB                                                       | 256 MB                                   | 8192 MB                                                       | 8192 MB                                        |
| Videoausgabe                   | Videoausgabe                   | 1080p                                  | 1080p                                    | –                                                               | 1080p (60 fps), 4K Ultra HD, HDR-Video (HDR10, Dolby Vision) | 1080p (60 fps)                           | 4K Ultra HD (60 fps), HDR-Video (HDR10, HDR10+, Dolby Vision) | 1080p (60 fps), (HDR10, HDR10+)                |
| Audio-DAU                      | Audio-DAU                      | –                                      | –                                        | AKM AK4430 (192 kHz, 24-Bit DAC)                                | –                                                            | –                                        | –                                                             | –                                              |
| Anschlüsse                     | Anschlüsse                     | HDMI (CEC-Unterstützung)               | HDMI (CEC-Unterstützung)                 | 3,5-mm-Anschluss mit Analog- und optischem Digital-Audioausgang | HDMI (CEC-Unterstützung)                                     | HDMI (CEC-Unterstützung)                 | HDMI (CEC-Unterstützung)                                      | HDMI (CEC-Unterstützung)                       |
| Konnektivität                  | WLAN                           | 802.11 b/g/n (2,4 GHz)                 | 802.11 b/g/n/ac (2,4 und 5 GHz)          | 802.11 b/g/n/ac (2,4 und 5 GHz)                                 | 802.11 b/g/n/ac (2,4 und 5 GHz)                              | 802.11 b/g/n/ac (2,4 und 5 GHz)          | 802.11ac (2,4 und 5 GHz)                                      | 802.11ac (2,4 und 5 GHz)                       |
| Konnektivität                  | LAN                            | via Adapter (optional)                 | via Adapter (optional)                   | via Adapter (optional)                                          | via Adapter (mitgeliefert)                                   | via Adapter (optional)                   | via Adapter (optional)                                        | via Adapter (optional)                         |
| Konnektivität                  | Bluetooth                      | –                                      | –                                        | –                                                               | –                                                            | –                                        | Bluetooth 4.2                                                 | Bluetooth 4.2                                  |
| Stromversorgung                | Stromversorgung                | via Micro-USB-Kabel                    | via Micro-USB-Kabel                      | via Micro-USB-Kabel                                             | via Micro-USB-Kabel                                          | via Micro-USB-Kabel                      | via USB-C-Kabel                                               | via USB-C-Kabel                                |
| Maße (B × T × H in mm)         | Maße (B × T × H in mm)         | 72 × 35 × 12                           | 51,8 × 51,8 × 13,5                       | 51,8 × 51,8 × 13,5                                              | 58,2 × 58,2 × 13,7                                           | 51,9 × 51,9 × 13,8                       | 162,5 × 61 × 12,5                                             | 162,5 × 61 × 12,5                              |
| Gewicht                        | Gewicht                        | 34 g                                   | 39,1 g                                   | 30,7 g                                                          | 47 g                                                         | 40 g                                     | 55 g                                                          | 55 g                                           |

## Software

### Betriebssystem
Auf der Pressekonferenz zur Einführung von Chromecast sagte Hugo Barra, zu diesem Zeitpunkt verantwortlicher Vizepräsident der Android-Produktentwicklung bei Google, dass auf Chromecast eine „vereinfachte Version von Chrome OS“ laufe. Später berichtete eine Gruppe von Hackern, dass das Gerät „mehr Android als Chrome OS“ sei und von der in Google TV eingebetteten Software abgeleitet wurde (die auf dem Android-Betriebssystem basiert). Wie bei Chrome-OS-Geräten werden Firmware-Aktualisierungen automatisch heruntergeladen und installiert, ohne den Nutzer zu benachrichtigen oder zu fragen.

### Formatunterstützung
Chromecast unterstützt diverse Medienformate; diese werden in speziellen Webseiten dargestellt, die als Empfänger (Receiver) bezeichnet werden.
Zu den unterstützten Bildformaten gehören BMP, GIF, JPEG, PNG sowie WebP mit einer Auflösung von bis zu 1280×720 Pixel (720p); größere Bildformate werden herunterskaliert.
Als Audioformate werden HE-AAC, AAC LC, MP3, Ogg Vorbis und Wave LPCM unterstützt. In Dolby Digital sowie Dolby Digital Plus kodierte Audiodaten werden über HDMI „durchgeschleift“ (Audio Passthrough) und können von geeigneten Endgeräten wie AV-Receivern dekodiert werden; andere im Heimkino-Bereich populäre Audioformate wie DTS, DTS-HD Master Audio oder Dolby TrueHD werden hingegen nicht unterstützt.
Zu den ursprünglich von Chromecast unterstützten Videoformaten zählen H.264 720p (60 fps) und 1080p (30 fps) sowie VP8; es werden die Videocontainer MP4, WebM und diverse Untertitel-Varianten unterstützt: Timed Text Markup Language (TTML), Web Video Text Tracks (WebVTT) und der Standard CEA-608. Seit Chromecast Ultra (2016) werden – je nach Variante – auch H.264 1080p mit 60 fps, HEVC/H.265 4K mit 60 fps, VP9 und HDR-Video unterstützt.
Die vom Chromecast genutzte Media Player Library (MPL) unterstützt Streaming-Protokolle mit adaptiven Bitraten zur Anpassung der Wiedergabequalität in Relation zur Bandbreite sowie das progressive Herunterladen von Videos; auch die Einbindung einer eigenen Komponente zur Wiedergabe ist möglich. Anders als das Android-Betriebssystem unterstützt Chromecast zahlreiche Bitraten-adaptive Formate, inklusive der dafür notwendigen Unterstützung von CORS, sowie die Digitale Rechteverwaltung (DRM): hierzu gehören MPEG-DASH mit PlayReady (Security Level 2000) und Widevine (Level 1), SmoothStreaming mit PlayReady (Security Level 2000) und Apples proprietäres HLS inklusive AES-Verschlüsselung mit 128 Bit.
Alternativ ist es möglich, Videodaten progressiv herunterzuladen und anzuzeigen.

### Protokoll zur Geräteerkennung
Chromecast nutzt Multicast DNS zum Auffinden aktiver Cast-fähiger Geräte im aktuellen Netzwerk, auch als Device Discovery bezeichnet; es handelt sich hierbei um das Standardverfahren seit Einführung der Version 2 des Google Cast SDK.
Unter dem inzwischen obsoleten Google Cast SDK in der Version 1 wurde das DIscovery And Launch-Protokoll (DIAL over SSDP) genutzt, das in der Zusammenarbeit zwischen Netflix und YouTube entstand und das Simple Service Discovery Protocol (SSDP) von Universal Plug and Play nutzt.
Der nachträglich eingeführte Gastmodus ermöglicht Nutzern eine Verbindung mit dem Chromecast, ohne dass diese im Netzwerk angemeldet sein müssen, in dem sich der Chromecast befindet. Ist der Gastmodus aktiviert, sendet der Chromecast ein spezielles WLAN-Signal (beacon) aus. Empfängt ein Gastgerät dieses Signal und versucht eine Verbindung mit dem Chromecast herzustellen, generiert dieser einen vierstelligen Code (PIN) und zeigt diesen auf dem Startbildschirm an; zusätzlich erzeugt der Chromecast über das Wiedergabegerät für Menschen unhörbare Ultraschall-Töne. Diese dienen zur automatischen Anmeldung, sofern das anzumeldende Gast-Gerät diese über das eingebaute Mikrofon empfangen kann. Alternativ kann der PIN-Code auch manuell eingegeben werden.
Der Gastmodus benötigt ein Android-Gerät ab Android 4.3 oder ein iOS-Gerät ab Version 7.0 sowie die aktuelle Chromecast-Firmware.

### Unterstützte Geräte zur Bedienung
Zur Bedienung der älteren Chromecast-Geräte ist ein Computer, Smartphone oder Tablet-Computer im selben Netzwerk (oder im Gastmodus) mit geeigneter Software notwendig. Eine autarke Nutzung, beispielsweise über eine Fernbedienung oder Bluetooth-Tastatur, ist nicht vorgesehen.
Auf Desktop- und Laptop-Computern wird eines der folgenden Betriebssysteme mit installiertem Google-Chrome-Browser benötigt:
- Google Chrome OS,
- Windows 7 oder neuer,
- macOS (ab OS X Version 10.9),
- Linux (mit reduziertem Leistungsumfang).[45]

Die Steuerung mittels Smartphone oder Tablet-Computer ist nur auf Android- und Apple-iOS-basierten Geräten möglich:
- Android ab Version 4.1,
- Apple iOS ab Version 8.0.[46]

Zum Einrichten des Chromecast und zum Verwenden des Gastmodus (nur auf Android 4.3 oder neuer) wird außerdem die Google-Home-App (ursprünglich die „Chromecast-App“) benötigt.